# Kirche Westenbrügge

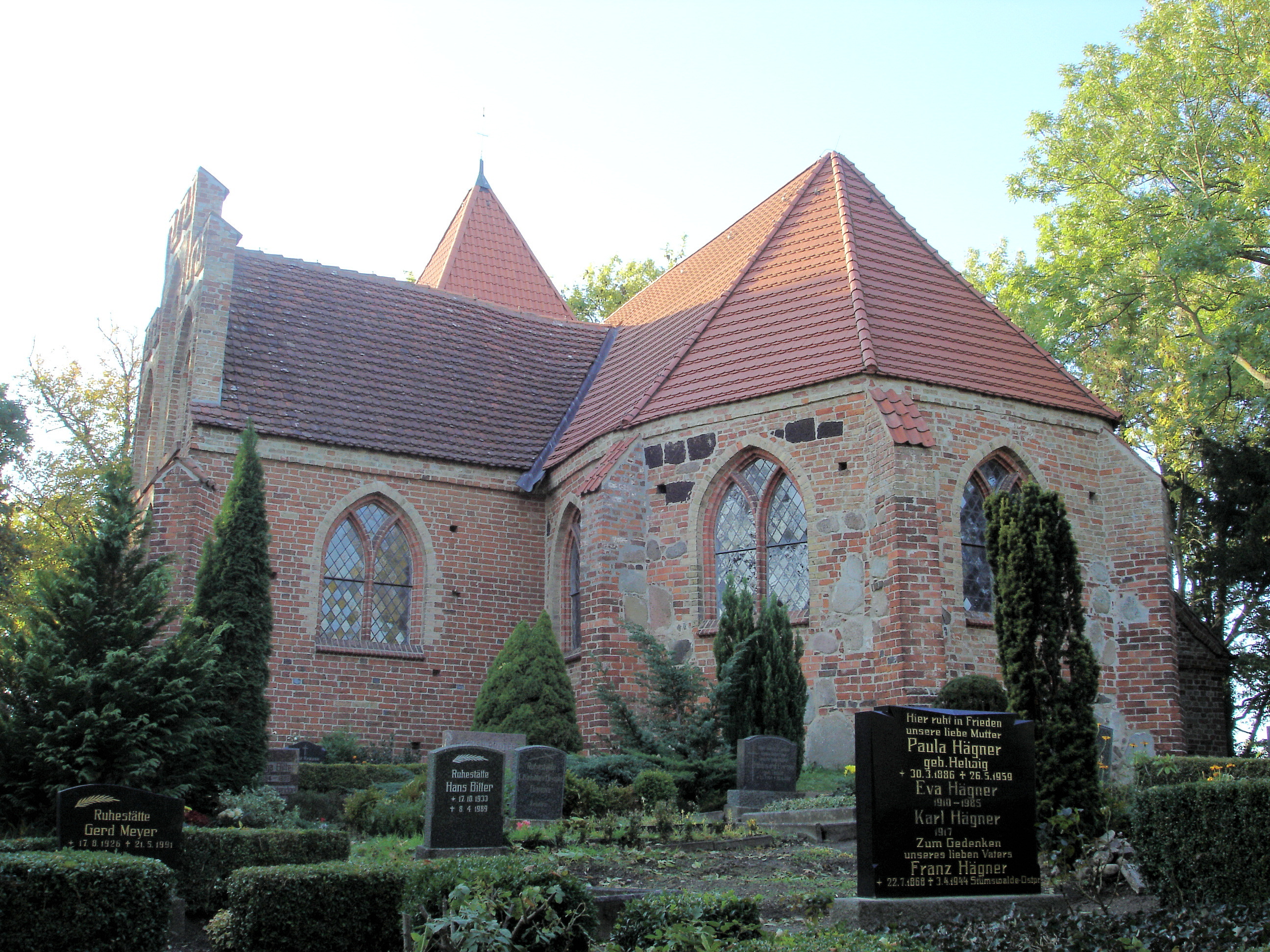
Kirche Westenbrügge

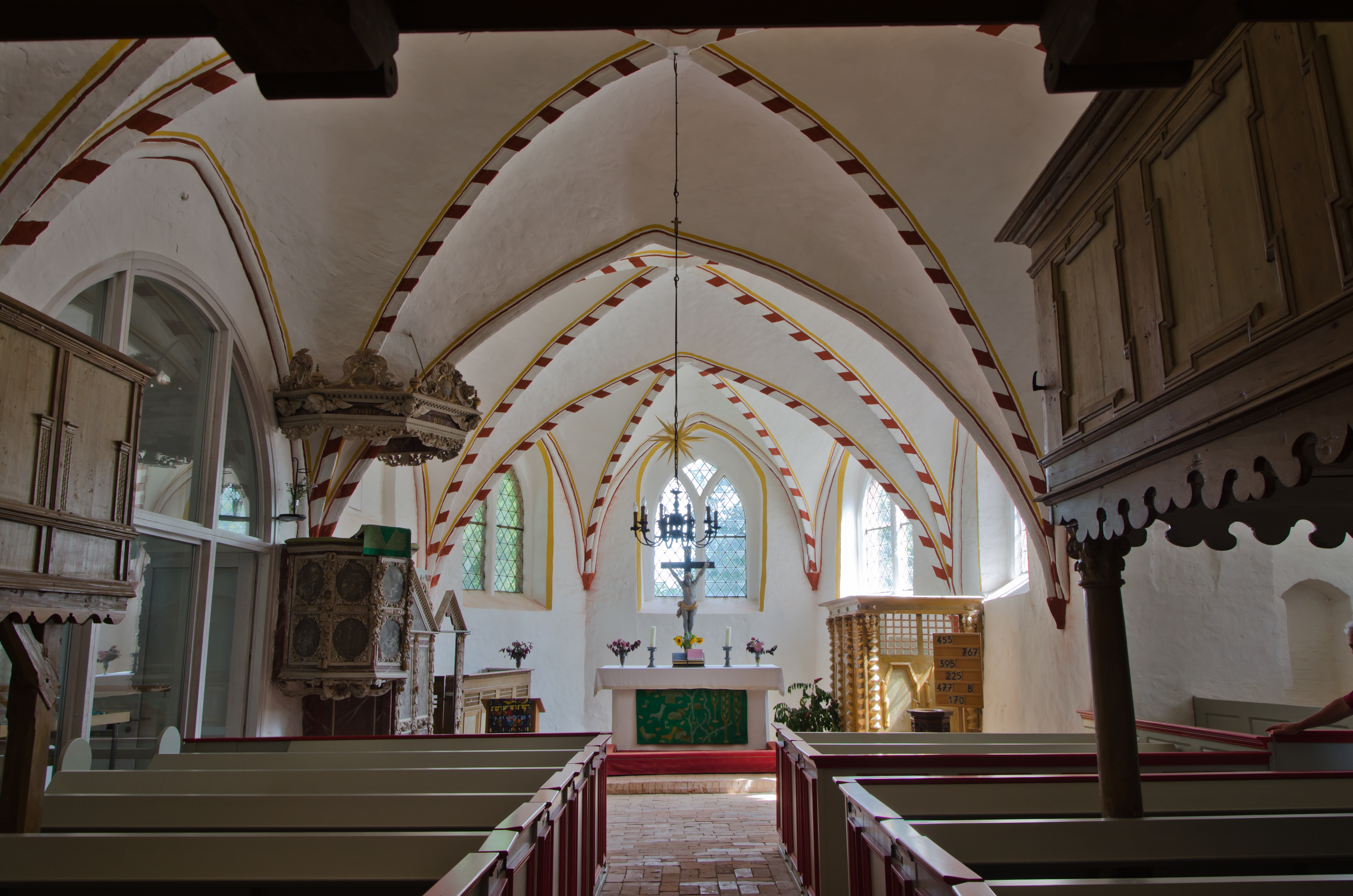
Innenansicht nach Osten

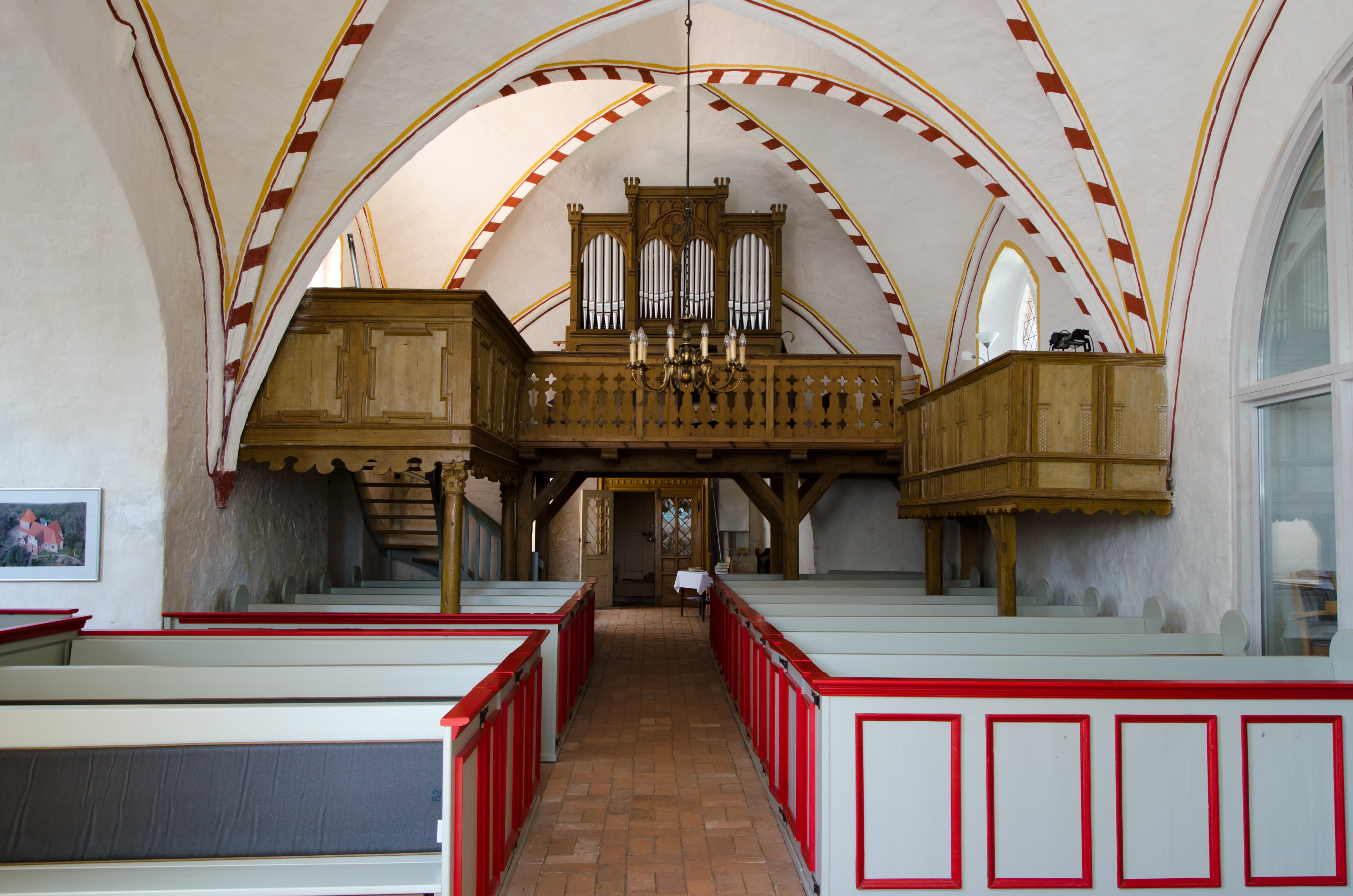
Innenansicht nach Westen

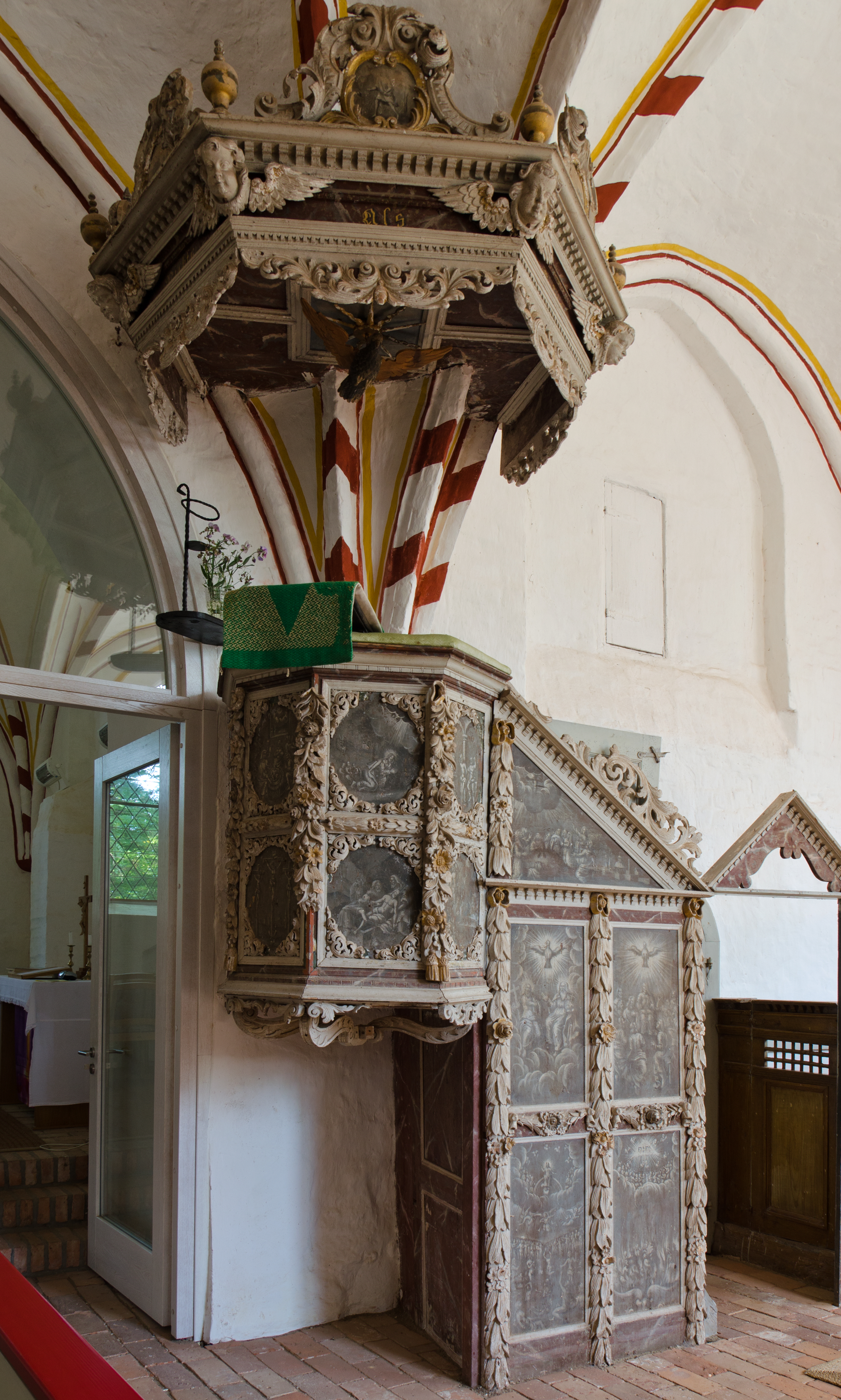
Kanzel

Die Kirche Westenbrügge ist ein spätgotisches Kirchengebäude in Westenbrügge im Landkreis Rostock in Mecklenburg-Vorpommern. Die Evangelisch-Lutherische Kirchengemeinde Westenbrügge, verbunden mit der Kirchengemeinde Neubukow, gehört zur Propstei Wismar im Kirchenkreis Mecklenburg der Evangelisch-Lutherischen Kirche in Norddeutschland.

## Geschichte und Architektur
Die einschiffige Kirche wurde in der zweiten Hälfte des 15. Jahrhunderts überwiegend aus Backstein unter vereinzelter Verwendung von Feldstein erbaut. Das dreijochige Kirchenschiff besitzt einen dreiseitigen östlichen Schluss und Anbauten in der Art eines Querhauses; der südliche Kreuzbau weist einen dreiteiligen Staffelgiebel mit Zinnen auf. Im Westen befindet sich ein quadratischer Kirchturm mit Pyramidendach.
Das ziegelgedeckte Kirchenschiff ist durch Kreuzrippengewölbe geschlossen.

## Ausstattung
Zur Ausstattung gehört ein barockes Altarretabel, für das Reste eines spätgotischen Schnitzaltars verwendet wurden, wobei die mittlere Madonnenfigur durch ein Agnus Dei ersetzt wurde. Bei den ursprünglich seitlich stehenden 12 Apostelfiguren wurden teilweise die Köpfe ergänzt; im Jahr 1977 wurden die Figuren gestohlen. Das unansehnlich gewordene Retabel wurde im südlichen Anbau aufgestellt. Über dem Altar hängt ein großes Kruzifix. Die barocke Kanzel aus dem Jahr 1727 weist ornamental gerahmte biblische Szenen in figürlicher Grisaillemalerei auf, ähnlich ist auch der Treppenaufgang verziert. Am Schalldeckel sind gerahmte Medaillons und geflügelte Cherubköpfe angebracht.
Die Orgel ist ein Werk von Julius Schwarz aus dem Jahr 1893 mit sieben Registern auf einem Manual und Pedal, das wegen der Kirchenrenovierung im Jahr 2000 abgebaut und 2012/2013 durch Giso Weitendorf aus Schwaan restauriert und wieder aufgestellt wurde.
Zur Ausstattung gehören weiterhin ein schwebender Taufengel aus dem 18. Jahrhundert, ein Taufständer aus dem 19. Jahrhundert, ein eisenbeschlagener Opferstock von 1657 und ein Bedelt des 16./17. Jahrhunderts.
Das Geläut der Kirche besteht aus einer einzigen, 1384 gegossenen Glocke mit seltenen, kunsthistorisch bedeutsamen Glockenritzzeichnungen, die die Jungfrau Maria und die Kreuzigung Christi darstellen. Die Glocke wurde bis 2017 von Hand geläutet, seitdem hat sie einen elektrischen Antrieb erhalten.

## Umgebung
Auf dem Kirchhof steht ein klassizistisches Mausoleum, das 1828 als Putzbau mit einer Portikus auf schweren Säulen erbaut wurde. Das neugotische Erbbegräbnis Möller wurde 1858 in gelbem Backstein über einem Gruftunterbau aus Findlingen errichtet.

## Gedruckte Quellen
- Mecklenburgisches Urkundenbuch (MUB)